# Tofalarie
La Tofalarie (en russe : Тофала́рия, Tofalaria) est une région historique, naturelle et culturelle d’Asie du Nord, située en Russie sibérienne, s'étendant sur une surface de 27 300 kilomètres carrés au sein de la partie nord des monts Saïan, dans la partie la plus occidentale de l'oblast d'Irkoutsk, dans le raïon de Nijneoudinsk. Malgré son étendue, elle est extrêmement peu peuplée : 918 habitants en 2021 en tout, soit environ 0,033 habitants au kilomètre carré, qui sont répartis dans trois villages.
Elle est la région historique du peuple Tofalars, peuple turc de Sibérie qui comptait seulement 659 individus en 2021 dans l'oblast d'Irkoutsk, presque tous habitant la Tofalarie, et qui parlent le Tofalar. Grâce à l'activité humaine presque inexistante, la région est très bien préservée, avec des paysages digne des Alpes. Certains lacs, comme le Medvejié, sont des attractions touristiques pour ceux sortant des sentiers battus, mais la région est très enclavée, seuls des sentiers praticables par les 4x4 existent.

## Géographie

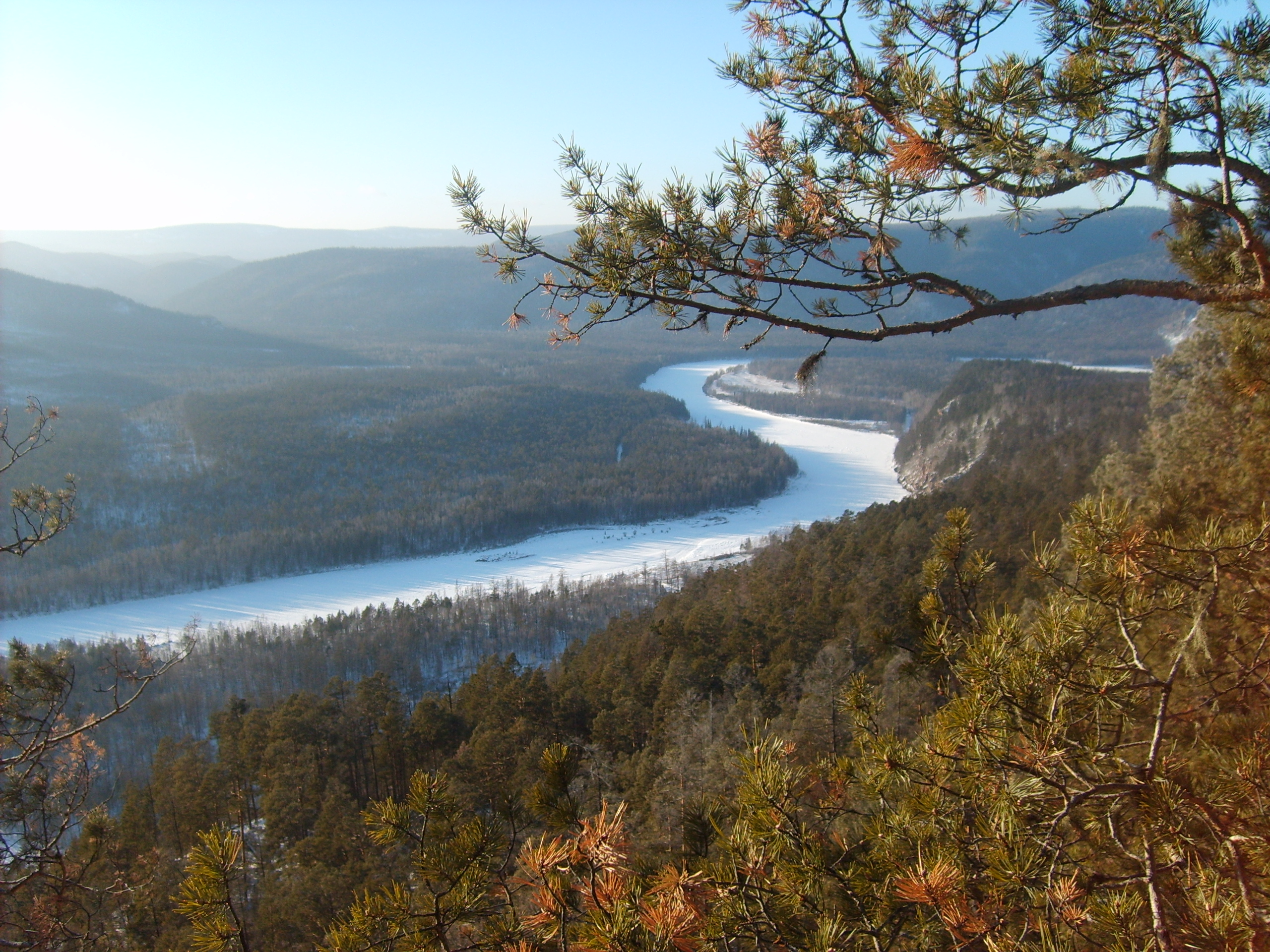
Rivière Ouda en Tofalarie.

Dans la partie centrale du Saïan oriental, chaîne de la partie méridionale de la Sibérie centrale, se trouve la région de Tofalarie, qui se situe sur le versant nord du massif. Sa superficie est de 27 300 km2, composée presque exclusivement de zones montagneuses. Les gorges, canyons, et crêtes allant de 1 600 à plus de 2 800 mètres d'altitude couvrent le territoire. Son point culminant, le pic Tofalarie (en), qui doit son nom au peuple et à la région, culmine à 2 892 mètres d'altitude, le second plus haut de l'oblast d'Irkoutsk après le pic Martin.
D'un point de vue administratif, la Tofalarie fait partie de l'oblast d'Irkoutsk, et plus précisément du raïon de Nijneoudinsk dans l'extrémité sud-ouest de l'oblast. Elle borde à l'ouest le kraï de Krasnoïarsk et au sud la république de Touva.
Son climat est fortement continental, avec des chutes de neige la plus grande partie de l'année. La couverture neigeuse stable dure en moyenne jusqu'à 180 jours par an, même si des chutes peuvent avoir lieu pendant la période estivale. La période douce s'étale de mai à août, même si les nuits sont marquées par des températures basses, de seulement 5 à 8 °C. Il pleut en moyenne plusieurs fois par jour. Le minimum absolu est de −50 °C, le maximum absolu de +38 °C, et la moyenne en été de +15 °C, tandis que les précipitations sont de l'ordre de 400 mm par an.
Géologiquement, les sous-sols de la Tofalarie sont riches en à peu près tout, avec d'importantes réserves d'or, de plomb, d'uranium, de tantale et d'autres éléments qui ont été explorés, bien que non exploités.
Concernant la faune et la flore, environ 90 % de la région est recouverte par de la taïga, le reste étant de la toundra de haute montagne, hostile à toute activité humaine. Les forêts sont composées de mélèzes de Sibérie, de cèdres de Sibérie et d'autres grands conifères. Les zibelines, écureuils, hermines, mais aussi rennes sont très nombreux dans la région. Plus d'une centaine d'espèces d'oiseaux y nichent. Il y a environ 3 000 plantes différentes, dont des plantes médicinales, qui poussent sur le territoire, dont la Rhodiola rosea.
Les rivières appartiennent au système hydrologique de l'Ienisseï, dont la plupart font partie du sous-bassin de l'Angara. Celles naissant qui font partie du bassin de l'Angara sont la Birioussa (aussi nommée Ona), l'Ouda (connue sous le nom russe de Tchouna) et l'Iia. Les rivières Kazyr (en) et Agoul y prennent aussi leur source, sans toutefois se jeter par l'Angara,.

## Histoire et administration

### Histoire ancienne
La Tofalarie, région reculée, est l'habitat des Tofalars (anciennement les Karagas), l'un des plus anciens peuples du Saïan oriental toujours existant. Ils descendraient des Dubo, partageant ainsi les mêmes descendants que les Touvains. Les Chroniques chinoises mentionnent les Dubo dès le Ve siècle,. Cependant, l'on sait que des populations vivaient sur ces terres avant l'arrivée des Dubos.
Les Tofalars étaient et sont toujours des éleveurs de rennes, et se déplacent avec ces mêmes animaux. Leurs vies étaient pendant longtemps nomades, vivant pendant la période estivale dans des campements, puis migrant en suivant les gibiers en autonome, hiver, et au printemps, migrant vers les pâturages d'été. Pendant longtemps, les terres étaient divisées entre clans, et au sein des clans entre les familles. Leurs rennes sont parmi les plus grands du monde, et peuvent marcher environ 60 kilomètres par jour, en plus de donner du lait et de la peau.

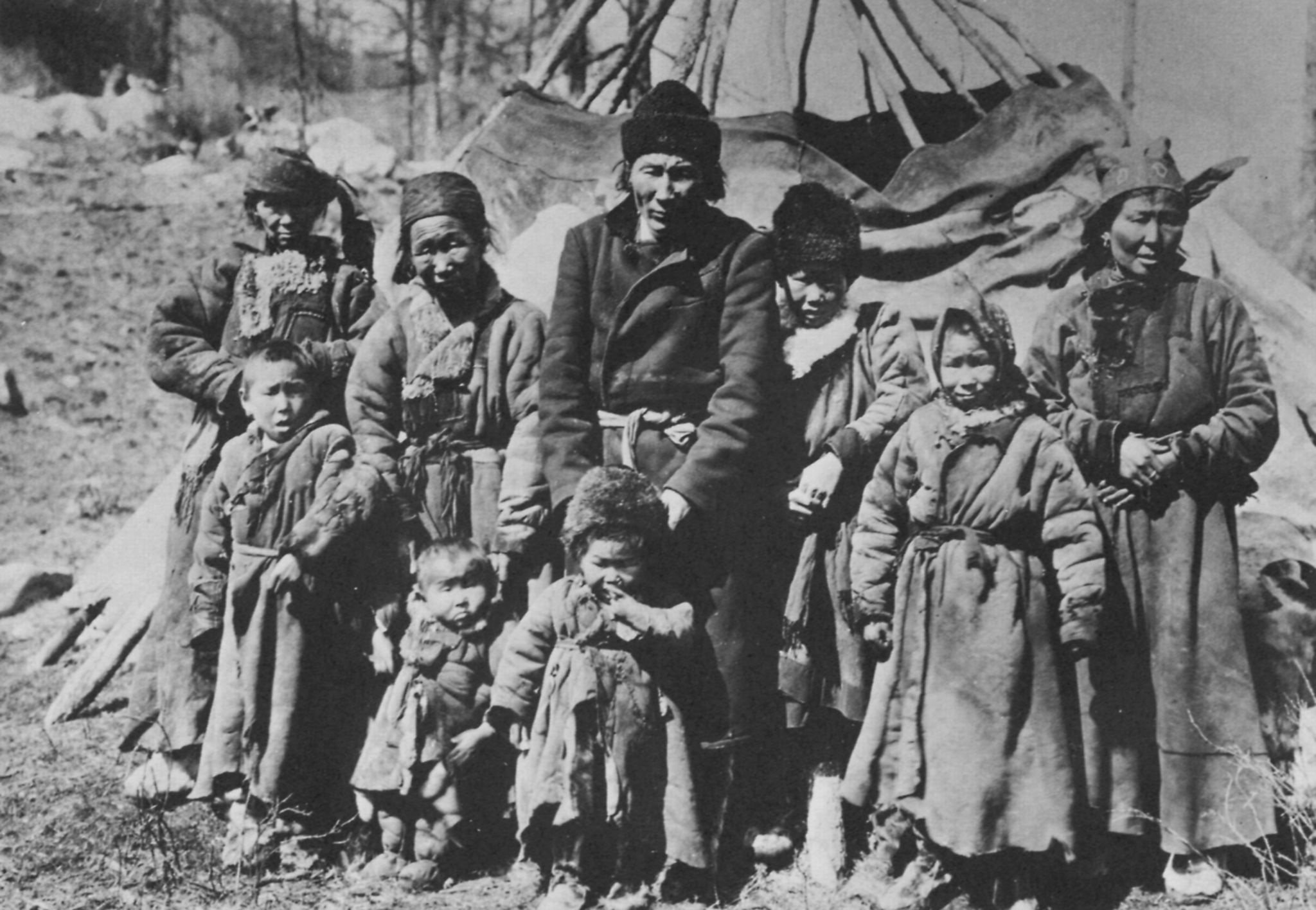
Une famille Tofalar.

Ils vivaient dans des tentes, une par famille avec deux types de squelettes (l'ensemble des bois pour la faire tenir), un pour l'hiver composé de 25 à 30 bois épais, et un pour l'été composé de 15 à 18 bois. La tente nécessitait au moins sept peaux d'élan, et le foyer avec le chaudron était aménagé au milieu.
La chasse se dirigeait sur le porte-musc de Sibérie, le cerf élaphe, le wapiti, le renne sauvage, la chèvre, le sanglier, le chevreuil. Les chiens, des Laïkas de Sibérie orientale, étaient domestiqués, aidant à la pêche dans les cours d'eau.
Au cours de l'Histoire, la Tofalarie et sa population furent dominées par le Khagant Turc, du Khaganat Ouïghour, du Khagant kirghize du Ienisseï, de l'Empire Mongol, puis à partir du XVIIe siècle de l'Empire russe. C'est à partir de ce moment-là que la langue Tofalar fut influencée par la langue russe.
Sous l'Empire russe, la volost Oudinskaïa fut créée pour la Tofalarie, avec cinq oulous. Les habitants étaient soumis au Iassak, qui dépendait du nombre de chasseurs et de la météo. Chaque année, les Tofalars se réunissaient lors de réunions publiques pour résoudre les problèmes urgents, où les anciens étaient aussi élus.

### Depuis 1917
La Tofalarie a pris un caractère administratif pendant la période soviétique. En décembre 1917, l'Union soviétique a commencé à acheter des fourrures aux Tofalars, mais en 1921 les échanges s'arrêtèrent en raison de l'éloignement de la région par rapport aux routes commerciales (le Transsibérien et la route de Moscou).
Pavel Matchoulski, ancien prisonnier politique, créa, sans l'aval des autorités, une école dans une vallée en 1923. À partir de janvier de l'année suivante, quinze enfants Tofalars y étudièrent, et en 1926, une localité est née autour de l'école, le village d'Alylgdjer (ru).
Jusqu'au milieu du XXe siècle, la Tofalarie était considérée comme une région frontalière de l'Union soviétique, le Tannou-Touva étant indépendant jusqu'en 1944, avant qu'il rejoigne la Russie cette année-là.
En 1930, la région habitée par les Tofalars vit un conseil indigène (en russe : туземный совет) être formé pour le territoire et son peuple. Cette même année, deux tiers de la population Tofalars s'était sédentarisée. De l'or commença à être exploité en faible quantité, mais la mine fut fermée en 1948.
En 1937, la Tofalarie fut rattachée au nouvellement formé oblast d'Irkoutsk, puis en 1939, un raïon national y fut formé ; le raïon national Tofalar (ru). Il exista jusqu'en 1950, et possédait trois villages. Lorsqu'il fut dissout, il fut rattaché au raïon de Nijneoudinsk, duquel il fait toujours partie,.
De 1941 à 1945, presque tous les hommes aptes au travail, les forces vives de la Tofalarie se trouvaient aux différents fronts de la Seconde Guerre mondiale, malgré leur petit nombre, apportant leur tribut à la défense de l'Union soviétique.
En 1971, fut créée la réserve naturelle de Tofalarie, aire protégée de type zakaznik d'importance fédérale, couvrant la région.
Avec l'alphabétisation, l'enseignement des Tofalars leur a permis de maîtriser des métiers comme la réparation de bateaux, de voitures, et de nombreux autres matériels. La menuiserie artisanale est une activité pratiquée.
Alors que sous l'URSS, le chamanisme et les cultes locaux furent interdits, ils subissent un regain d'intérêt progressif, même si les rites chrétiens se sont aussi installés. Ces dernières années, des petits évènements Tofalars se déroulent dans les villages de la région.

## Démographie et divisions
Au 1er janvier 1931, 416 Tofalars vivaient en Tofalarie. Selon le recensement soviétique de 1939, il y avait 3 965 personnes vivant en Tofalarie, dont 79,4 % qui étaient des Russes, soit 3 148 personnes. Un autre 3,7 % étaient des Coréens, 2,4 % des Ukrainiens, 1,1 % des Tatars, et le reste étant les Tofalars et autres peuples de la région à 9,6 %.

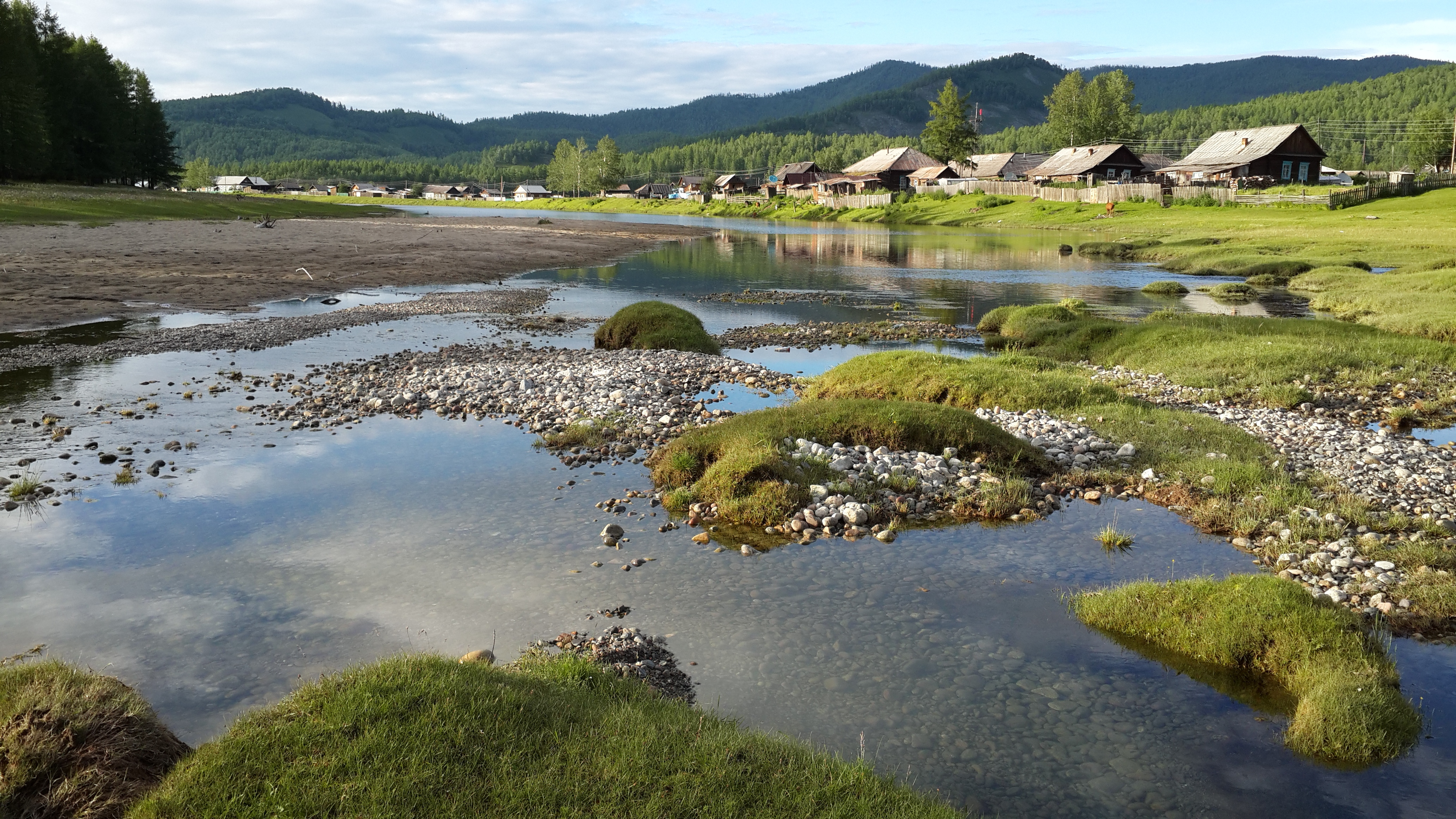
Village d'Alygdjer.

| Municipalités                           | Nom russe                                 | Population Recensement 2021 | Superficie            | Centre administratif    | Localités             |
| Établissements ruraux                   | Établissements ruraux                     | Établissements ruraux       | Établissements ruraux | Établissements ruraux   | Établissements ruraux |
| --------------------------------------- | ----------------------------------------- | --------------------------- | --------------------- | ----------------------- | --------------------- |
| Municipalité de Tofalarie (ru)          | Тофаларское муниципальное образование     | 409                         | 1 226 856 ha          | Alygdjer (ru)           | 1                     |
| Municipalité de Verkhniaïa Goutara (ru) | Верхнегутарское муниципальное образование | 329                         | ?                     | Verkhniaïa Goutara (ru) | 1                     |
| Municipalité de Nerkha (ru)             | Нерхинское муниципальное образование      | 180                         | ?                     | Nerkha (ru)             | 1                     |

## Économie, culture et transports

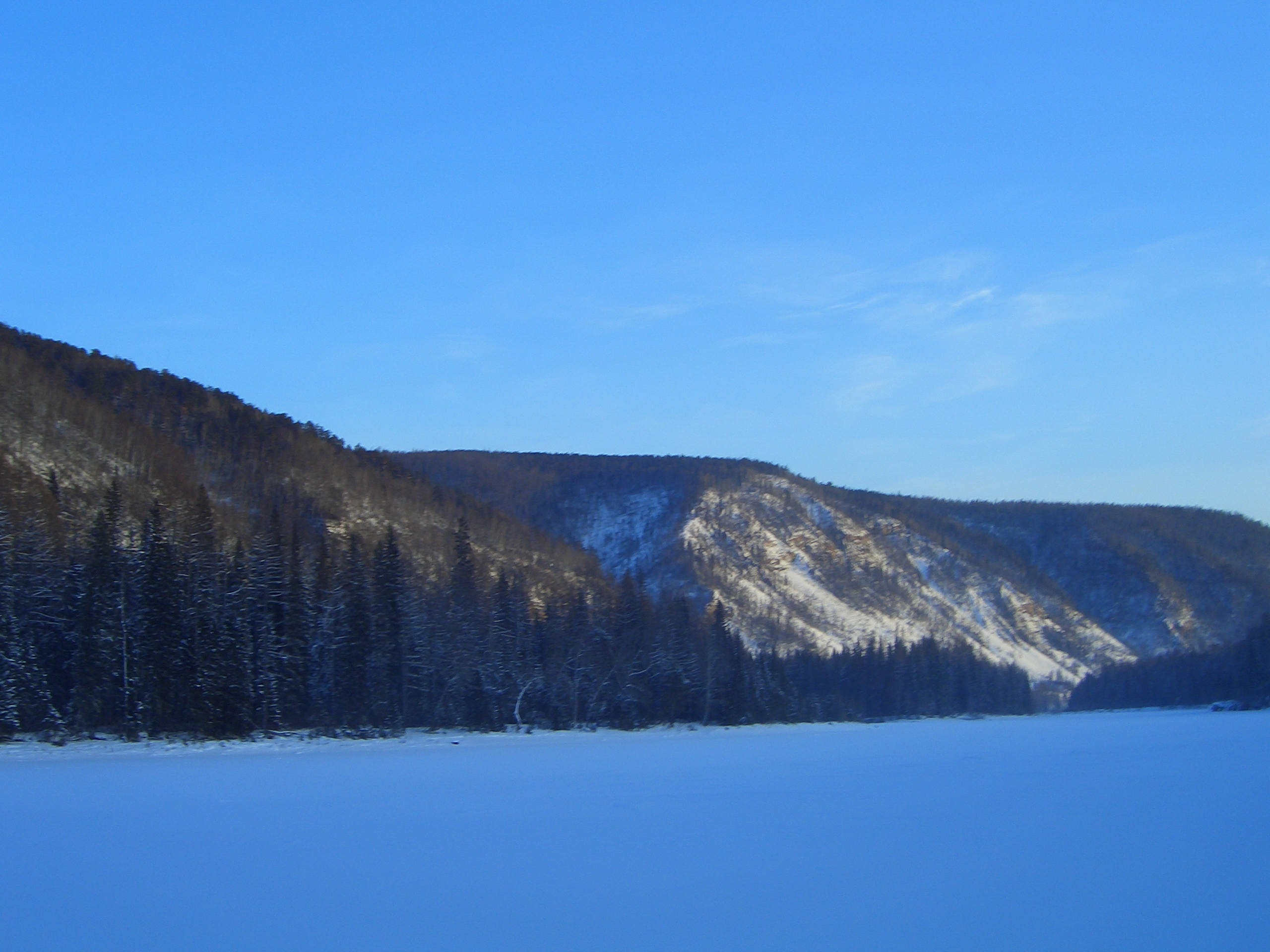
Paysage gelé de Tofalarie.

L'économie de la Tofalarie est encore aujourd'hui centrée sur la chasse, la pêche et l'élevage, principalement de rennes, avec aussi une part de services publics. Aucune industrie existe sur le territoire, malgré le potentiel en matière de tourisme très important. Les forêts sont intactes, les lacs cristallins, et la région regorge de cascades, rapides et autres cours d'eau. Au début du XXIe siècle, l'idée de créer un ethno-parc fut discutée, mais abandonnée. Son attrait touristique est dirigé à une clientèle de niche, pour ceux souhaitant s'isoler du monde.
En ce qui concerne les services, un dispensaire avec cinq lits existe à Alygdjer (ru). Dans chacune des localités de Tofalarie existent des clubs et des bibliothèques, bibliothèques contenant des livres en russe et en Tofalar.
Il n'y a aucune route en Tofalarie, le mieux qu'il puisse exister sont quelques sentiers, praticables par des véhicules tout-terrain. La Tofalarie est entièrement dépendante sur le transport aérien. Des hélicoptères Mi-8 et des petits avions An-2 assurent la liaison hebdomadaire avec le centre du raïon, Nijneoudinsk. Ces véhicules transportent à la fois les passagers et le fret. Avant la dislocation de l'URSS, la liaison aérienne était assurée deux fois par jour, y compris pendant la Seconde Guerre mondiale, avec des PO-2 et des Yak-12. En plus d'assurer le transport vers le centre du raïon, le transport aérien assure la liaison entre les localités,.
Une route d'hiver existe cependant de la mi-janvier à la fin mars depuis Nijneoudinsk en direction d'Alygdjer, de Nerkha et de Verkhniaïa Goutara. Les véhicules tout terrain sont nécessaires, et il est obligatoire de s'arrêter si quelqu'un a besoin d'aide, à cause de la situation du territoire, sans rien à parfois des centaines de kilomètres à la ronde.